# La Sylvanire, ou la Morte-vive
La Sylvanire, ou la Morte-vive és una tragicomèdia pastoral de Jean Mairet, escrita el 1630. Dedicada a Marie-Félicie des Ursins, duquessa de Montmorency, l'obra agafa el títol de la peça d'Honoré d'Urfé, publicada tres anys abans. Aquesta tragicomèdia és cèlebre sobretot pel seu prefaci, en el qual l'autor anomena per primera vegada la regla de les tres unitats (temps, lloc i acció).

## Personatges
- L'Amour honeste, pròleg
- Aglante, pastor
- Hylas, pastor
- Tirinte, pastor
- Alciron, pastor
- Sylvanire, pastora
- Fossindre, pastora
- Menandre, pare de Sylvanire
- Lerice, mare de Sylvanire
- El missatger
- El Druida
- El Cor de Pastors
- El Cor de Pastores

L'escena ocorre als boscos.

## En llaços externs
- Text de La Sylvanire, ou La morte-vive, en francès